# Щитонога черепаха колумбійська
Щитонога черепаха колумбійська (Podocnemis lewyana) — вид черепах з роду Щитоногі черепахи родини Щитоногі черепахи. Інша назва «щитонога черепаха Магдалени».

## Опис
Загальна довжина карапаксу досягає 44,6—46,3 см. Голова невелика, трохи сплощена. Панцир плаский. Найбільш широке місце у центрі. На карапаксі відсутній кіль. Ширина 2-го хребетного щитка більше довжини. Міжтім'яний щиток короткий і не розділяє тім'яні щитки. Присутні великі підочні щитки. На підборідді розташовано 2 вусика. Пластрон набагато менше карапаксу.
Голова сіро-оливкова з жовтими смугами від жовтих щелеп до ока і вниз до тимпанічного щитка. Шия і кінцівки сіро-оливкового кольору. Забарвлення карапаксу коливається від сірого до оливково-коричневого або рожево-коричневого, буває з темними плямами. Пластрон і перетинка оливково-сірі.

## Спосіб життя
Полюбляє струмки, річки, лагуни та заливні луки. Харчується водними рослинами та фруктами.
Самиця відкладає від 15 до 30 яєць. Яйця еліпсоїдні, розміром 40×34 мм.

## Розповсюдження
Це ендемік Колумбії. Мешкає у басейні річок Магдалена і Сіну.